# 三十二烷
三十二烷（英語：Dotriacotane）是含有32個碳原子的直鏈烷烴，化學式為C32H66，外觀為無色、透明的蠟狀晶體。它理论上存在27711253769种同分异构体。它可由1-氯十六烷在氯化镍的催化下被钐还原得到。金属铟也可作为还原剂，在DMF中还原偶合1-碘十六烷，得到三十二烷。